# Sezione Otto
(Un malvivente, da Hitman n. 19, ottobre 1997)
Sezione Otto (Section Eight) è un gruppo di supereroi dei fumetti DC Comics, creati da Garth Ennis e John McCrea su Hitman n. 18 nel settembre 1997.

## Storia
Il gruppo è costituito da personaggi che vorrebbero essere dei supereroi ma che per vari motivi risultano essere goffi e ridicoli nei loro tentativi di sconfiggere la criminalità. Il loro nome deriva dalla sezione del Codice dell'esercito che concede l'esonero dal servizio militare per insanità mentale (la "sezione 8"), che sembra appropriato dati i disturbi psicologici dei membri del gruppo.
Vivono nel Calderone di Gotham City (la parte irlandese della città) e vengono richiamati in azione dopo anni di inattività dal loro leader Sixpack quando Mawzir cerca di uccidere Tommy Monaghan nella saga Asso di killer. Il loro apporto risulta utile per Monaghan per scampare al demone e riuscire a sconfiggerlo.
Compaiono anche nell'elseworld Hitman/Lobo: That Stupid Bastich, quando combattono contro il mercenario alieno Lobo, e nella saga Super Guy, quando cercano di opporsi alle entità demoniache conosciute come "Quelli dai mille angoli" ("the Multi-Angled Ones", parodia di "the Many-Angled Ones" dell'universo di Cthulhu): in quest'occasione vengono tutti uccisi tranne Bueno Eccellente e Sixpack, che salva la Terra offrendosi in sacrificio ai demoni.

## Componenti del gruppo

### Sixpack
Sixpack è il leader del gruppo, che riunisce quando «c'è da prendere a calci le gonadi gemelle del male e dell'ingiustizia»: vagabondo ubriacone, la sua grande abilità è quella di combattere i criminali con bottiglie rotte.

### Bueno Eccellente
(Sixpack)
Bueno Eccellente (Bueno Excelente) è un uomo obeso, calvo e perennemente sudato in un impermeabile che ripete solamente "Bueno"; egli sconfigge il male col potere della perversione, lasciando intendere che in qualche modo abusi dei suoi nemici (come fa ad esempio con Lobo nell'elseworld Hitman/Lobo: That Stupid Bastich). È l'unico sopravvissuto del gruppo dopo la battaglia con Quelli dai mille angoli.
Il personaggio è stato ispirato ad Ennis da un suo amico che aveva visto in Danimarca un film pornografico spagnolo in cui le uniche battute del protagonista consistevano nella ripetizione di "Bueno...", fino al climax in cui diceva "Bueno... excellente!".

### Il Defenestratore
(Dottore dell'Arkham Asylum.)
Il Defenestratore (The Defenestrator) è un uomo muscoloso con giacca di pelle, occhiali da sole e capelli neri che si porta sempre dietro una finestra attraverso la quale scaglia i criminali e i poliziotti che cercano di fermarlo. Nel suo aspetto, nel nome e nel modo di fare è una parodia di Arnold Schwarzenegger nella saga di Terminator.

### Saldacani
Saldacani (Dogwelder) è un uomo magro e silenzioso con una maschera da saldatore che cerca di saldare cani morti sui criminali con una fiamma ossidrica, causando gravi ustioni e orrore nei suoi nemici.
Il personaggio è stato creato dal disegnatore Steve Dillon (autore di Preacher con Ennis) in un pub quando Garth Ennis lo ha sfidato a trovare un nome più stupido di "Lanterna Verde".
Ha vinto il premio come "Best New Character" ("migliore personaggio nuovo") della rivista Wizard nel 1997
Il regista James Gunn lo aveva inizialmente considerato per il suo film The Suicide Squad - Missione suicida, ma ha scelto di scartarlo perché troppo violento.

### Fuoco Facile
Fuoco Facile (Friendly Fire) è un uomo robusto in un costume rosso che possiede il potente potere di lanciare scariche di energia dalle mani, che non riesce però a indirizzare verso i criminali e colpisce sempre i suoi alleati.

### Jean de Baton-Baton
Jean de Baton-Baton è una sorta di caricatura di un francese (baffetti, basco, maglietta a righe) che combatte i nemici con "il potere del francesismo", cioè colpendoli con una baguette e lanciando anelli di aglio e cipolle.

### Scatarr
Scatarr (Phlegm-Gem) è un uomo magro e calvo in un costume verde e una mascherina viola che ha l'abilità di espellere grandi quantità di catarro che acceca, soffoca o semplicemente disgusta i criminali. Il suo nome deriva da uno spezzone comico di Bill Hicks in Sane Man.

### Tremor
Tremor (Shakes) è un uomo magro e scapigliato che non riesce a smettere di tremare, cosa che non lo aiuta nel combattere i criminali.